# Савино (Мосальський район)
Савино (рос. Савино) — присілок в Мосальському районі Калузької області Російської Федерації.
Населення становить 248 осіб. Входить до складу муніципального утворення Присілок Савино.

## Історія
Від 2004 року входить до складу муніципального утворення Присілок Савино.

## Населення
| 2002 | 2010 |
| ---- | ---- |
| 277  | ↘248 |